# NGC 156
NGC 156 is een dubbelster in het sterrenbeeld Walvis.
NGC 156 werd in 1882 ontdekt door de Duitse astronoom Ernst Wilhelm Leberecht Tempel.